# Вечірня година (журнал)
«Вечірня година» — український щомісячний літературний журнал. Його видавали щомісяця протягом 1942-1944 років у Кракові під час нацистської окупації Польщі.
Загалом було надруковано 17 номерів.

## Опис
Журнал мав знайомити читачів із творами видатних письменників, як українських, так і зарубіжних. На сторінках журналу публікували твори Ернста Гофмана, Семена Васильченка, Миколи Гоголя, Остапа Вишні, Луї Буссенара, Івана Багряного, Анатоля Курдидика та інших.
Саме на сторінках цього журналу було вперше опубліковано твір Івана Багряного Тигролови, 1943 року тут було опубліковано скорочену версію роману під назвою "Звіролови".
Також у журналі 1943 року було перевидано гумористичну повість Льва Юркевича «Під крилами церков», присвячену подільським священникам, що вперше побачила світ 1912 року в газеті "Діло".
В роботі над журналом бере велику участь бере український канадський літератор і філолог Ярослав Рудницький, в журналі друкував свої твори Михайло Рудницький, зокрема, там побачили світ його переклади з Ґете та Гофмана.

## Рубрики
- Рубрика «Всячина» містила пізнавальні матеріали.
- Четверта сторінка журналу була відведена під логічні задачі для розвитку.
- В деяких випусках журналу друкували рубрику «Веселий куток» з гуморесками та анекдотами.